# Viola chiapasiensis
Viola chiapasiensis är en violväxtart som beskrevs av Wilhelm Becker. Viola chiapasiensis ingår i släktet violer, och familjen violväxter. Inga underarter finns listade i Catalogue of Life.